# 吃豆人小姐
《吃豆人小姐》是通用電腦公司開發及推出的街機遊戲，在1982年1月於北美推出。該遊戲是1980年的《吃豆人》的續作，也是系列作品裡第一個不是由南夢宮製作的。該遊戲是電子遊戲歷史上第一個由女性擔任主角的作品。
《InfoWorld》提到Atarisoft在Commodore 64上的《吃豆人小姐》 是雅达利8位机上销量最佳的游戏。